# ویکاس کریشان یاداو
ویکاس کریشان یاداو (انگلیسی: Vikas Krishan Yadav؛ زادهٔ ۱۰ فوریهٔ ۱۹۹۲) بوکسور اهل هند است.